# カール・コラー
カール・コラー（Karl Koller, 1929年2月8日 - 2009年1月24日）は、オーストリア出身のサッカー選手。現役時代のポジションはMF。
国際サッカー歴史統計連盟（IFFHS）の統計でヨーロッパの20世紀最優秀選手ベスト100に選出されたオーストリアサッカーの歴史に名を残すMF。

## 経歴
当時ヨーロッパ最高峰リーグの1つであったオーストリア・ブンデスリーガに属していたファースト・ヴィエナFCで17年に渡りプレーし、836試合に出場し101得点を記録。ヴィエンナ自体が強豪チームではなかったため、クラブレベルで獲得したタイトルはリーグ優勝1回のみだが、オーストリア代表選手としては優れた実績を残している。
23歳でA代表に初選出され、1952年から1965年まで86試合に出場。1954年FIFAワールドカップ・スイス大会では全試合に出場し3位の好結果に貢献、それ以降も1958年FIFAワールドカップ・スウェーデン大会ではベスト16、1960年UEFAヨーロッパ選手権ベスト8進出、1964年UEFAヨーロッパ選手権ベスト16進出の結果を残している。
しかし、長年に渡り好成績を残していたオーストリア代表チームの躍進が期待された1962年FIFAワールドカップ・チリ大会では、財政的な理由からオーストリアサッカー協会が自ら出場を辞退。よってコラーの3度目のワールドカップ出場の願いはかなわなかった。しかしカール・コラーの名前は長年に渡りオーストリア代表チームを支えた選手として伝説となっている。

## タイトル

### クラブ
ファースト・ヴィエナ
- オーストリア・ブンデスリーガ ： 1954-55